# Esteve I de Borgonya
Esteve I de Borgonya dit «Cap Intrèpid» (1065 - 1102) fou comte de Borgonya, comte de Mâcon i de Viena, fill del comte Guillem I de Borgonya i d'Estevaneta de Borgonya comtessa de Viena, i germà segon del comte Renald II de Borgonya al que va succeir; fou també germà del papa Calixt II

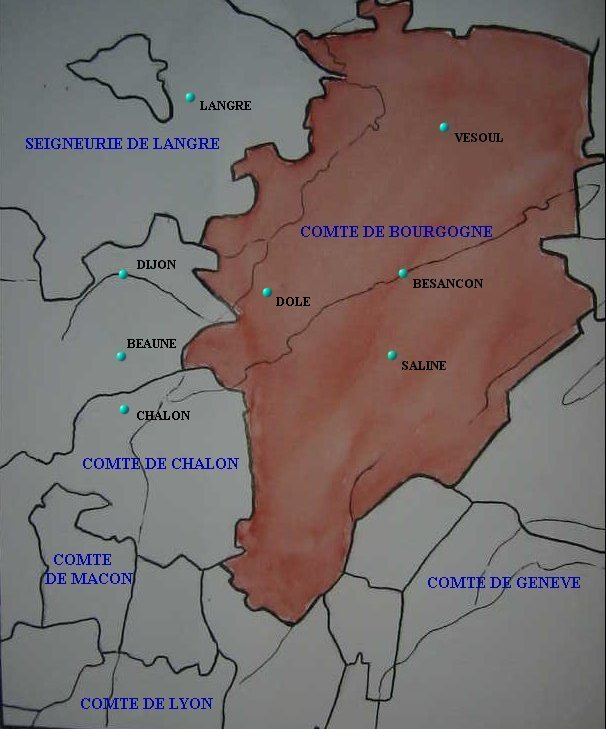
Comtat de Borgonya

Va néixer el 1065 i el 1097 el seu germà, el comte Renald II de Borgonya (+ 1099), li va confiar la regència del comtat. Després va esdevenir, a l'edat de 32 anys, el successor del seu germà, quan aquest últim va trobar la mort en el transcurs de la primera croada (1096- 1099). Es va posar ell també en ruta a Terra Santa on igualment va trobar la mort el 1102.
Forma part d'una de poderosa i influent nissaga familiar amb el seu pare, els seus germans i els matrimonis de les seves germanes. Es va casar amb Beatriu de Lorena, filla del duc Gerard I de Lorena, de la qual va tenir quatre fills que van formar dues branques: 
- Branca major de Borgonya-Comtat:
  - Renald III de Borgonya que va assolir el títol comtal el 1127, després dels regnats de Guillem II de Borgonya dit l'Alemany, assassinat, († 1125) fill de Renald II de Borgonya, i de Guillem III de Borgonya dit l'Infant, fill de Guillem l'Allemany, assassinat ell també († 1126). Renald III va continuar la branca gran de Borgonya-Comtat, però a la seva mort no va deixar més que una filla menor, Beatriu I de Borgonya la qual va portar la successió del comtat als Hohenstaufen pel seu matrimoni amb l'emperador Frederic Barba-roja el 1156 que va agafar el títol de comte de Borgonya.
- Branca cadet de Borgonya-Comtat:
  - Guillem III de Mâcon, († 27 de setembre de 1155), comte de Mâcon el 1102, i comte de Viena el 1127. Casat amb Ponseta de Traves. Va ser el tronc de la branca cadet de Borgonya-Comtat.
    - Esteve I, († 1173), fill de Guillem IV, fou comte d'Auxonne el 1156 i comte a Traves. Casat amb Judit de Lorena.
      - Esteve II, († 1241), fill d'Esteve II, comte d'Auxonne, († 1241). Casat amb Beatriu de Chalon (+ 7 d'abril de 1227).
        - Joan I, († 30 de setembre de 1267), (dit Joan de Borgonya o Joan l'Antic o Joan el Savi), fill d'Esteve III, comte de Chalon després senyor de Salins.

  - Agnès de Borgonya casada amb Ricard III de Montfaucon comte de Montbéliard i senyor de Montfaucon
  - Isabel de Borgonya, casada el 1110 amb el comte Hug I de Xampanya

El 27 de maig de 1102, va morir assassinat, a Ascaló a les croades a l'edat de 37 anys (després de l'èxit de la Primera Croada (1096- 1099) per alliberar d'infidels la Tomba del Crist a Jerusalem a Terra Santa, i abans de la Segona Croada (1147- 1149), diverses expedicions armades es van constituir amb senyors i eclesiàstics de tot Europa)